# Cargolet turdí
El cargolet turdí (Campylorhynchus turdinus) és un ocell de la família dels troglodítids (Troglodytidae).

## Hàbitat i distribució
Habita boscos de ribera i zones arbustives del sud-est de Colòmbia, cap al sud, a través de l'est de l'Equador i del Perú fins al nord de Bolívia, nord de Paraguai, est de Bolívia i Brasil amazònic, oriental i sud-occidental, cap a l'oest fins Mato Grosso.